# Eduardo Feinmann
Eduardo Guillermo Feinmann (Buenos Aires, 31 ottobre 1958) è un giornalista e avvocato argentino.
Celebre volto del giornalismo argentino, è noto per le sue posizioni politiche conservatrici, specialmente in tema di legalizzazione delle droghe e dell'aborto ed anti-kirchneriste.

## Biografia

### Gioventù
Nato da una famiglia benestante d'origine ebraica, ha studiato giurisprudenza all'Università di Buenos Aires. Nel 1983 ha co-fondato l'Associazione studentesca Unión para la Apertura Universitaria (UPAU), organizzazione affiliata all'Unione del Centro Democratico (UCeDé). Una volta conseguita la laurea, è entrato a far parte dello studio legale del padre prima di iniziare la sua carriera radiofonica e televisiva.

### Radio
Feinmann ha iniziato la sua carriera di giornalista nel 1989 come reporter esterno per il programma Santo Biasatti su Radio Del Plata. Dal 1998 ha fatto parte della squadra del programma La Vida y El Canto a Radio Rivadavia e dal 1993 al 1997 ha fatto parte del programma Hoy por Hoy di Néstor Ibarra a Radio Mitre.
Feinmann è stato poi editorialista politico per il programma di Oscar González Oro El oro y el moro su Radio 10, emittente che lasciò dopo una discussione con lo stesso titolare della trasmissione. Tra il marzo 2014 e il gennaio 2016 ha condotto nuovamente il programma Dicho y Hecho sempre Radio 10. Tra il febbraio 2018 ed il novembre 2019 Feinmann ha condotto il programma Feinmann 910 su Radio La Red. Dal febbraio 2020, è tornato nuovamente a lavorare per Radio Rivadavia con il proprio programma Alguien tiene que decirlo.
Dal 1º febbraio 2022 Feinmann è tornato a Radio Mitre dove conduce Alguien tiene que decirlo.

### Televisione
Nel 1996 Feinmann è stato editorialista per il telegiornale ATC Noticias e Mediodia con Mauro, entrambi su ATC.  Dal 1999 conduce su Metro il programma politico Sensación Térmica sulla pay-TV Metro. Tra il 2001 ed il 2002 è stato editorialista del programma Después de Hora su América TV. Successivamente è entrato a far parte di C5N, dove dapprima ha lavorato come editorialista e poi moderatore del programma Sala de Situación e poi successivamente come conduttore di El Diario. Nel febbraio 2016, dopo aver rescisso il contratto con il suo precedente editore per una polemica, è passato ad América TV come ospite fisso al programma politico Animales sueltos di Alejandro Fantino. Nel marzo 2017 si è aggiunto anche alla squadra giornalistica del canale A24, dove ha condotto il telegiornale El Noticiero insieme a Marcela Tauro e Sergio Berensztein. In seguito ad una polemica nell'ottobre 2017 ha lasciato Animales sueltos.
Nel dicembre 2020 Feinmann ha concluso il suo contratto con A24 e dal febbraio 2021 lavora su La Nación +.

## Procedimenti giudiziari
Nel dicembre 2008 il Partito Operaio ha denunciato Feinmann, C5N ed il capo di gabinetto Aníbal Fernández per diffamazione chiedendo un risarcimento pari a 7 milioni di pesos. Nello specifico il giornalista veniva imputato di aver accusato un militante di suddetto partito di aver incendiato alcune carrozze di un treno nel settembre dello stesso anno. Feinmann si difese sostenendo di aver semplicemente ripetuto quando già detto da Fernández. Dopo cinque anni un tribunale ha condannato in primo grado il giornalista e C5N a risarcire il Partito Operaio. L'anno seguente la corte d'appello ha assolto Feinmann in nome della libertà d'espressione.